# Faroald II.
Faroald II. (auch Faruald, Farwald); († 728) war von 703/705 bis 719/720 dux des langobardischen Herzogtums Spoleto.

## Leben
Faroald II. war der Sohn des dux Transamund I. von Spoleto. Wahrscheinlich war seine Mutter dessen Frau, eine Tochter König Grimoalds.
Im Jahr 703 oder 705 folgte Faroald II. seinem verstorbenen Vater als dux nach; nach Paulus Diaconus teilte er sich mit Wachilap, Transamunds Bruder, die Herrschaft. Faroald eroberte um 716 eigenmächtig den byzantinischen Kriegshafen Classis, musste ihn aber auf Geheiß König Liutprands wieder räumen. Sein Sohn Transamund II. revoltierte 719/720 gegen ihn, riss das Dukat an sich und verbannte Faroald in ein Kloster (wörtlich: …eumque clericum faciens.; „…und machte diesen zum Geistlichen.“).
Faroalds weiteres Schicksal ist nicht sicher überliefert. Er soll sich als Mönch in die von ihm gestiftete und geförderte Benediktinerabtei Abbazia di San Pietro in Valle nördlich von Ferentillo zurückgezogen und dort 728 gestorben sein. Eine andere Legende berichtet, dass er die Abbazia di Farfa für den Hl. Thomas von Maurienne wieder aufgebaut habe und bereits 720 nach einer Marienvision als Mönch in das Kloster eingetreten sei. Am 19. Februar 728 soll er in diesem Kloster gestorben sein. Er wird am 23. März als Seliger verehrt.